# Koukourandoumi
Koukourandoumi est une localité Agni, située à Aboisso au sud est de la Côte d'Ivoire.

## personnalités liées
- Henriette Konan Bédié